# Saison 2022-2023 du Sporting Clube de Portugal
Maillots
Chronologie
Saison précédente Saison suivante
Présentation de la saison 2022-2023 du Sporting CP en première division du Championnat du Portugal de football 2022-2023.
La saison de Liga Portugaise qui se déroule du 7 août 2022 au 28 mai 2023 est marquée par une trêve exceptionnelle du 13 novembre au 28 décembre en raison de la Coupe du monde de football 2022.

## Préparation d'avant-saison
Le Sporting CP reprend l'entraînement le 27 juin 2022 au sein de son centre d'entrainement "Academia Cristiano Ronaldo" à Alcochete. 
Un stage est prévu entre le 10 et 20 juillet à Lagos en Algarve, durant lequel trois matchs amicaux sont au programme. Les Leões (lions) vont affronter les belges de la Royale Union Saint-Gilloise, le Villarreal CF et la AS Roma de José Mourinho.
Le 24 juillet 2022, le Sporting CP affronte le Sevilla FC au Stade José Alvalade XXI pour le trophée "Cinco Violinos".
Retour en Algarve le 30 juillet 2022, où le Sporting CP affronte les anglais du Wolverhampton Wanderers de Bruno Lage pour le dernier match amical de pré-saison.

## Transferts

### Transferts estivaux
| Nom                     | Poste             | Type de transfert      | Montant | Provenance/Destination | Division        |
| ----------------------- | ----------------- | ---------------------- | ------- | ---------------------- | --------------- |
| Arrivées                |                   |                        |         |                        |                 |
| Franco Israel           | Gardien de but    | Transfert              | 0,65 M€ | Juventus -23 ans       | Serie C         |
| Ruben Vinagre           | Défenseur         | Transfert définitif    | 10 M€   | Wolverhampton FC       | Premier League  |
| Pedro Porro             | Défenseur         | Transfert définitif    | 8,50 M€ | Manchester City FC     | Premier League  |
| Jeremiah St.Juste       | Défenseur         | Transfert              | 9,50 M€ | FSV Mayence            | Bundesliga      |
| Sotíris Alexandrópoulos | Milieu de terrain | Transfert              | 4,5 M€  | Panathinaïkós          | Superleague     |
| Hidemasa Morita         | Milieu de terrain | Transfert              | 3,80 M€ | CD Santa Clara         | Primeira Liga   |
| Arthur Gomes            | Attaquant         | Transfert              | 2,5 M€  | GD Estoril-Praia       | Primeira Liga   |
| Rochinha                | Attaquant         | Transfert              | 2 M€    | Vitória SC             | Primeira Liga   |
| Francisco Trincão       | Attaquant         | Prêt avec OA           | -       | FC Barcelone           | LaLiga          |
| Départs                 |                   |                        |         |                        |                 |
| Renan Ribeiro           | Gardien de but    | Résiliation de contrat | -       | Al-Ahli SC             | Arabie Saoudite |
| Nuno Mendes             | Défenseur         | Transfert définitif    | 38 M€   | Paris SG               | Ligue 1         |
| Valentin Rosier         | Défenseur         | Transfert définitif    | 4,80 M€ | Beşiktaş JK            | Süper Lig       |
| Zouhair Feddal          | Défenseur         | Fin de contrat         | -       | Real Valladolid CF     | LaLiga          |
| Gonçalo Esteves         | Défenseur         | Prêt sans OA           | -       | GD Estoril-Praia       | Primeira Liga   |
| Eduardo Quaresma        | Défenseur         | Prêt sans OA           | -       | TSG Hoffenheim         | Bundesliga      |
| Tiago Ilori             | Défenseur         | Prêt avec OA           | -       | FC Paços de Ferreira   | Primeira Liga   |
| Ruben Vinagre           | Défenseur         | Prêt avec OA           | -       | Everton FC             | Premier League  |
| Matheus Nunes           | Milieu de terrain | Transfert              | 45 M€   | Wolverhampton FC       | Premier League  |
| João Palhinha           | Milieu de terrain | Transfert              | 20 M€   | Fulham FC              | Premier League  |
| Idrissa Doumbia         | Milieu de terrain | Prêt avec OA           | -       | Alanyaspor             | Süper Lig       |
| Rodrigo Battaglia       | Milieu de terrain | Résiliation de contrat | -       | RCD Majorque           | LaLiga          |
| Bruno Tabata            | Attaquant         | Transfert              | 5 M€    | SE Palmeiras           | Brasileirão     |
| Gonzalo Plata           | Attaquant         | Transfert              | 3 M€    | Real Valladolid CF     | LaLiga          |
| Andraž Šporar           | Attaquant         | Transfert              | 3,5 M€  | Panathinaïkós          | Superleague     |
| Pedro Mendes            | Attaquant         | Transfert              | 0.5 M€  | Ascoli Calcio          | Serie B         |
| Pedro Marques           | Attaquant         | Transfert libre        | -       | NEC Nimègue            | Eredivisie      |
| Rafael Camacho          | Attaquant         | Prêt avec OA           | -       | Aris Salonique         | Superleague     |
| Luiz Phellype           | Attaquant         | Prêt avec OA           | -       | FC Tokyo               | J1 league       |
| Islam Slimani           | Attaquant         | Résiliation de contrat | -       | Stade brestois 29      | Ligue 1         |

### Transferts hivernaux
Le mercato d'hiver se déroule du 1er au 31 janvier 2023 au Portugal.
| Nom              | Poste            | Type de transfert | Montant | Provenance/Destination | Division         |
| ---------------- | ---------------- | ----------------- | ------- | ---------------------- | ---------------- |
| Arrivées         |                  |                   |         |                        |                  |
| Héctor Bellerín  | Défenseur        | Transfert         | 1 M€    | FC Barcelone           | LaLiga           |
| Ousmane Diomande | Défenseur        | Transfert         | -       | FC Midtjylland         | Superligaen      |
| Mateo Tanlongo   | Mileu de terrain | Transfert libre   | -       | CA Rosario             | Primera división |
| Départs          |                  |                   |         |                        |                  |
| Pedro Porro      | Défenseur        | Prêt avec OA      | -       | Tottenham Hotspur FC   | Premier League   |
| José Marsà       | Défenseur        | Prêt avec OA      | -       | Sporting Gijón         | LaLiga 2         |
| Luiz Phellype    | Attaquant        | Transfert libre   | -       | OFI Crète              | Superleague      |

## Compétitions

### Championnat

#### Classement
| Rang | Équipe               | Pts | J  | G  | N  | P  | Bp | Bc | Diff |
| ---- | -------------------- | --- | -- | -- | -- | -- | -- | -- | ---- |
| 1    | SL Benfica           | 87  | 34 | 28 | 3  | 3  | 82 | 20 | +62  |
| 2    | FC Porto T S C L     | 85  | 34 | 27 | 4  | 3  | 73 | 22 | +51  |
| 3    | SC Braga             | 78  | 34 | 25 | 3  | 6  | 75 | 30 | +45  |
| 4    | Sporting CP          | 74  | 34 | 23 | 5  | 6  | 71 | 32 | +39  |
| 5    | FC Arouca            | 54  | 34 | 15 | 9  | 10 | 36 | 37 | -1   |
| 6    | Vitória SC           | 53  | 34 | 16 | 5  | 13 | 34 | 39 | -5   |
| 7    | GD Chaves P          | 46  | 34 | 12 | 10 | 12 | 35 | 40 | -5   |
| 8    | FC Famalicão         | 44  | 34 | 13 | 5  | 16 | 39 | 47 | -8   |
| 9    | Boavista FC          | 44  | 34 | 12 | 8  | 14 | 43 | 54 | -11  |
| 10   | Casa Pia AC P        | 41  | 34 | 11 | 8  | 15 | 31 | 40 | -9   |
| 11   | FC Vizela            | 40  | 34 | 11 | 7  | 16 | 34 | 38 | -4   |
| 12   | Rio Ave FC P         | 40  | 34 | 10 | 10 | 14 | 36 | 43 | -7   |
| 13   | Gil Vicente FC       | 37  | 34 | 10 | 7  | 17 | 32 | 41 | -9   |
| 14   | GD Estoril-Praia     | 35  | 34 | 10 | 5  | 19 | 33 | 49 | -16  |
| 15   | Portimonense SC      | 34  | 34 | 10 | 4  | 20 | 25 | 48 | -23  |
| 16   | CS Marítimo          | 26  | 34 | 7  | 5  | 22 | 32 | 63 | -31  |
| 17   | FC Paços de Ferreira | 23  | 34 | 6  | 5  | 23 | 26 | 62 | -36  |
| 18   | CD Santa Clara       | 22  | 34 | 5  | 7  | 22 | 26 | 58 | -32  |

Ligue des champions 2023-2024
- 1er et 2e : Phase de groupes
- 3e : Troisième tour de qualification

Ligue Europa 2023-2024
- 4e : Phase de groupes[n 1]

Ligue Europa Conférence 2023-2024
- 5e : Troisième tour de qualification
- 6e : Deuxième tour de qualification

Relégations
- 16e : Participation au barrage de relégation
- 17e et 18e : Relégation en Liga Portugal 2

Abréviations
- T : Tenant du titre 2021-2022
- P : Promus de la Liga Portugal 2 SABSEG 2021-2022
- S : Vainqueur de la Supercoupe du Portugal 2022
- C : Vainqueur de la Coupe du Portugal 2022-2023
- L : Vainqueur de la Coupe de la Ligue 2022-2023

| Source : Classement officiel de la Liga Portugal Bwin 2022-2023. |

1. ↑  Étant donné que les finalistes de la Coupe du Portugal de football 2022-2023, le FC Porto et le SC Braga, ont assuré au moins la quatrième place du championnat : la place pour la phase de groupes de la Ligue Europa réservée aux vainqueurs de la Coupe sera attribuée au quatrième du championnat.
En conséquence, la place pour le troisième tour de qualification de l'Europa Conférence League réservée à l'équipe classée quatrième sera attribuée à l'équipe classée cinquième et la place pour le deuxième tour de qualification de l'Europa Conférence League réservée à l'équipe classée cinquième sera remis à l'équipe classée sixième.

#### Évolution du classement et des résultats
| Journée  | 1 | 2 | 3  | 4  | 5 | 6 | 7 | 8 | 9 | 10 | 11 | 12 | 13 | 14 | 15 | 16 | 17 | 18 | 19 | 20 | 21 | 22 | 23 | 24 | 25 | 26 | 27 | 28 | 29 | 30 | 31 | 32 | 33 | 34 |
| -------- | - | - | -- | -- | - | - | - | - | - | -- | -- | -- | -- | -- | -- | -- | -- | -- | -- | -- | -- | -- | -- | -- | -- | -- | -- | -- | -- | -- | -- | -- | -- | -- |
| Rang     | 8 | 5 | 12 | 13 | 8 | 7 | 8 | 7 | 6 | 4  | 6  | 5  | 4  | 4  | 4  | 4  | 4  | 4  | 4  | 4  | 4  | 4  | 4  | 4  | 4  | 4  | 4  | 4  | 4  | 4  | 4  | 4  | 4  | 4  |
| Résultat | N | V | D  | D  | V | V | D | V | V | V  | D  | V  | V  | V  | D  | N  | V  | V  | V  | D  | V  | V  | V  | V  | N  | V  | V  | N  | V  | V  | V  | V  | N  | V  |

| Légende : | V = Victoire | N = Nul | D = Défaite |

### Coupe de la ligue
Le tirage au sort de la Coupe de la Ligue portugaise de football 2022-2023 a lieu le 23 septembre 2022 à Porto.

Le Sporting CP figure dans le groupe B.

#### Groupe B
| Rang | Équipe           | Pts | J | G | N | P | Bp | Bc | Diff |  | Résultats (▼ dom., ► ext.) | SPO | RIO | FAR | MAR |
| ---- | ---------------- | --- | - | - | - | - | -- | -- | ---- |  | -------------------------- | --- | --- | --- | --- |
| 1    | Sporting CP (LP) | 9   | 3 | 3 | 0 | 0 | 13 | 0  | +13  |  | Sporting CP                |     |     | 6-0 | 5-0 |
| 2    | Rio Ave FC (LP)  | 6   | 3 | 2 | 0 | 1 | 3  | 3  | 0    |  | Rio Ave FC                 | 0-2 |     | 2-1 |     |
| 3    | SC Farense (LP2) | 3   | 3 | 1 | 0 | 2 | 3  | 8  | -5   |  | SC Farense                 |     |     |     | 2-0 |
| 4    | CS Marítimo (LP) | 0   | 3 | 0 | 0 | 3 | 0  | 8  | -8   |  | CS Marítimo                |     | 0-1 |     |     |

Légende : (LP) = Liga Portugal, (LP2) = Liga Portugal 2

#### Quart de finale
| 19 décembre 2022 | Sporting CP                                                             | 5 - 0   | SC Braga |                                   |                                   |
|                  | Inácio 04e · Paulinho 07e · Gonçalves 20e · Trincão 41e · Edwards 45+4e | (5 - 0) |          | Stade José Alvalade XXI, Lisbonne | Stade José Alvalade XXI, Lisbonne |

#### Demi-finale
| 24 janvier 2023 | FC Arouca   | 1 - 2   | Sporting CP        |                                                          |                                                          |
|                 | Dabbagh 57e | (0 - 1) | 45+7e 82e Paulinho | Stade municipal de Leiria - Dr. Magalhães Pessoa, Leiria | Stade municipal de Leiria - Dr. Magalhães Pessoa, Leiria |

#### Finale
| 28 janvier 2023 | Sporting CP | 0 - 2   | FC Porto                    |                                                          |                                                          |
|                 |             | (0 - 1) | 10e Eustáquio · 86e Marcano | Stade municipal de Leiria - Dr. Magalhães Pessoa, Leiria | Stade municipal de Leiria - Dr. Magalhães Pessoa, Leiria |

### Ligue des Champions

#### Phase de groupes
Le tirage au sort pour la phase de groupes de la Ligue des champions de l'UEFA 2022-2023 a lieu le 25 août 2022 à Istanbul.

Le Sporting CP figure dans le chapeau 3. Il tombe face aux Allemands du Eintracht Francfort, aux Anglais de Tottenham Hotspur, et aux français de l'Olympique de Marseille.
| Rang | Équipe                 | Pts | J | G | N | P | Bp | Bc | Diff |  | Résultats (▼ dom., ► ext.) |     |     |     |     |
| ---- | ---------------------- | --- | - | - | - | - | -- | -- | ---- |  | -------------------------- | --- | --- | --- | --- |
| 1    | Tottenham Hotspur      | 11  | 6 | 3 | 2 | 1 | 8  | 6  | +2   |  | Tottenham Hotspur          |     | 3-2 | 1-1 | 2-0 |
| 2    | Eintracht Francfort    | 10  | 6 | 3 | 1 | 2 | 7  | 8  | -1   |  | Eintracht Francfort        | 0-0 |     | 0-3 | 2-1 |
| 3    | Sporting CP            | 7   | 6 | 2 | 1 | 3 | 8  | 9  | -1   |  | Sporting CP                | 2-0 | 1-2 |     | 0-2 |
| 4    | Olympique de Marseille | 6   | 6 | 2 | 0 | 4 | 8  | 8  | 0    |  | Olympique de Marseille     | 1-2 | 0-1 | 4-1 |     |

### Ligue Europa

#### Barrages de la phase à élimination directe
| Équipe      | Aller | Total | Retour | Équipe         |
| ----------- | ----- | ----- | ------ | -------------- |
| Sporting CP | 1 - 1 | 5 - 1 | 0 - 4  | FC Midtjylland |

#### Huitièmes de finale
| Équipe      | Aller | Total             | Retour | Équipe     |
| ----------- | ----- | ----------------- | ------ | ---------- |
| Sporting CP | 2 - 2 | 3 - 3 (5 - 3 tab) | 1 - 1  | Arsenal FC |

#### Quarts de finale
| Équipe      | Aller | Total | Retour | Équipe      |
| ----------- | ----- | ----- | ------ | ----------- |
| Juventus FC | 1 - 0 | 2 - 1 | 1 - 1  | Sporting CP |

## Effectif professionnel actuel
Le premier tableau liste l'effectif professionnel du Sporting CP pour la saison 2022-2023.
Le second tableau recense les prêts effectués par le Sporting CP lors de cette même saison.

## Statistiques

### Buteurs & Passeurs
| Rang | Joueur             | Liga | CDP | CDL | LDC | EL | Total |
| ---- | ------------------ | ---- | --- | --- | --- | -- | ----- |
| 1    | Pedro Gonçalves    | 15   | 0   | 2   | 0   | 3  | 20    |
| 2    | Paulinho           | 5    | 0   | 8   | 1   | 1  | 15    |
| 3    | Francisco Trincão  | 10   | 0   | 1   | 2   | 0  | 13    |
| 4    | Marcus Edwards     | 7    | 0   | 2   | 2   | 1  | 12    |
| 5    | Nuno Santos        | 8    | 0   | 0   | 1   | 0  | 9     |
| 6    | Hidemasa Morita    | 6    | 0   | 0   | 0   | 0  | 6     |
| 7    | Arthur Gomes       | 1    | 0   | 1   | 2   | 0  | 4     |
| 7    | Gonçalo Inácio     | 1    | 0   | 2   | 0   | 1  | 4     |
| 9    | Youssef Chermiti   | 3    | 0   | 0   | 0   | 0  | 3     |
| 9    | Sebastián Coates   | 1    | 0   | 0   | 0   | 2  | 3     |
| 11   | Jeremiah St. Juste | 1    | 0   | 0   | 0   | 0  | 1     |
| 11   | Rochinha           | 1    | 0   | 0   | 0   | 0  | 1     |
| 11   | Matheus Reis       | 1    | 0   | 0   | 0   | 0  | 1     |
| 11   | Héctor Bellerín    | 1    | 0   | 0   | 0   | 0  | 1     |
| 11   | Ricardo Esgaio     | 1    | 0   | 0   | 0   | 0  | 1     |
| 11   | Ousmane Diomande   | 1    | 0   | 0   | 0   | 0  | 1     |
| 11   | Mateus Fernandes   | 0    | 0   | 1   | 0   | 0  | 1     |
| -    | Pedro Porro        | 2    | 0   | 1   | 0   | 0  | 3     |
| -    | Matheus Nunes      | 1    | 0   | 0   | 0   | 0  | 1     |

| Rang | Joueur             | Liga | CDP | CDL | LDC | EL | Total |
| ---- | ------------------ | ---- | --- | --- | --- | -- | ----- |
| 1    | Pedro Gonçalves    | 10   | 0   | 1   | 1   | 1  | 13    |
| 2    | Marcus Edwards     | 5    | 0   | 1   | 2   | 1  | 9     |
| 3    | Nuno Santos        | 5    | 0   | 2   | 0   | 1  | 8     |
| 4    | Paulinho           | 4    | 0   | 1   | 0   | 0  | 5     |
| 5    | Hidemasa Morita    | 3    | 0   | 0   | 1   | 0  | 4     |
| 5    | Arthur Gomes       | 3    | 0   | 1   | 0   | 0  | 4     |
| 5    | Francisco Trincão  | 2    | 0   | 2   | 0   | 0  | 4     |
| 8    | Gonçalo Inácio     | 3    | 0   | 0   | 0   | 0  | 3     |
| 8    | Ricardo Esgaio     | 3    | 0   | 0   | 0   | 0  | 3     |
| 10   | Rochinha           | 2    | 0   | 0   | 0   | 0  | 2     |
| 10   | Youssef Chermiti   | 2    | 0   | 0   | 0   | 0  | 2     |
| 12   | Jeremiah St. Juste | 1    | 0   | 0   | 0   | 0  | 1     |
| 12   | Antonio Adán       | 1    | 0   | 0   | 0   | 0  | 1     |
| 12   | Mateus Fernandes   | 0    | 0   | 1   | 0   | 0  | 1     |
| 12   | Jovane Cabral      | 0    | 0   | 1   | 0   | 0  | 1     |
| -    | Pedro Porro        | 6    | 0   | 3   | 1   | 0  | 10    |
| -    | Matheus Nunes      | 1    | 0   | 0   | 0   | 0  | 1     |

En italique, les joueurs partis en cours de saison.

## Affluence

### Meilleures affluences de la saison
| Rang | Match                              | Score | Journée | Date              | Affluence |
| ---- | ---------------------------------- | ----- | ------- | ----------------- | --------- |
| 1    | Sporting CP - FC Porto             | 1 - 2 | J20     | 12 février 2023   | 39 528    |
| 2    | Sporting CP - SL Benfica           | 2 - 2 | J33     | 21 mai 2023       | 39 348    |
| 3    | Sporting CP - Rio Ave FC           | 3 - 0 | J2      | 13 août 2022      | 31 760    |
| 4    | Sporting CP - CD Santa Clara       | 3 - 0 | J26     | 1er avril 2023    | 31 603    |
| 5    | Sporting CP - GD Chaves            | 0 - 2 | J4      | 28 août 2022      | 31 408    |
| 6    | Sporting CP - FC Paços de Ferreira | 3 - 0 | J14     | 29 décembre 2022  | 31 005    |
| 7    | Sporting CP - Portimonense SC      | 4 - 0 | J6      | 10 septembre 2022 | 29 782    |
| 8    | Sporting CP - FC Famalicão         | 2 - 1 | J30     | 30 avril 2023     | 29 443    |
| 9    | Sporting CP - Gil Vicente FC       | 3 - 1 | J8      | 30 septembre 2022 | 27 829    |
| 10   | Sporting CP - Boavista FC          | 3 - 0 | J24     | 12 mars 2023      | 27 535    |
| 11   | Sporting CP - Vitória de Guimarães | 3 - 0 | J12     | 5 novembre 2022   | 27 324    |
| 12   | Sporting CP - CS Marítimo          | 2 - 1 | J32     | 13 mai 2023       | 27 130    |
| 13   | Sporting CP - Casa Pia AC          | 3 - 1 | J10     | 22 octobre 2022   | 26 679    |
| 14   | Sporting CP - SC Braga             | 5 - 0 | J18     | 1er février 2023  | 26 338    |
| 15   | Sporting CP - FC Arouca            | 1 - 1 | J28     | 16 avril 2023     | 25 584    |
| 16   | Sporting CP - FC Vizela            | 2 - 1 | J17     | 20 janvier 2023   | 23 358    |
| 17   | Sporting CP - GD Estoril-Praia     | 2 - 0 | J22     | 27 février 2023   | 22 313    |

### Affluences par journée
Ce graphique représente le nombre de spectateurs présents au Stade José Alvalade XXI lors de chaque match à domicile.